# جاسبر ارين
جاسبر ارين (بالإنجليزية: Jasper Warren)‏ هو متسابق يخت أسترالي، ولد في 13 سبتمبر 1989.

## وصلات خارجية
- جاسبر ارين على موقع الاتحاد الدولي للملاحة الشراعية (موقع جديد) (الإنجليزية)
- جاسبر ارين على موقع الاتحاد الدولي للملاحة الشراعية (موقع قديم) (الإنجليزية)